# WTA Kaohsiung
Das WTA Kaohsiung war ein professionelles Tennisturnier der WTA Tour, das 2016 in Kaohsiung, Taiwan unter dem Namen Taiwan Open ausgetragen wurde.
2017 und 2018 wurde das Turnier in der Hauptstadt Taipeh ausgetragen.

## Endspiele

### Einzel
| Jahr                         | Siegerin       | Finalgegnerin | Ergebnis |
| ---------------------------- | -------------- | ------------- | -------- |
| ↓ Kategorie: International ↓ |                |               |          |
| 2016                         | Venus Williams | Misaki Doi    | 6:4, 6:2 |

### Doppel
| Jahr                         | Siegerinnen                  | Finalgegnerinnen     | Ergebnis |
| ---------------------------- | ---------------------------- | -------------------- | -------- |
| ↓ Kategorie: International ↓ |                              |                      |          |
| 2016                         | Chan Hao-ching Chan Yung-jan | Eri Hozumi Miyu Katō | 6:4, 6:3 |